# 第48回全国高等学校サッカー選手権大会
第48回全国高等学校サッカー選手権大会（だい48かいぜんこくこうとうがっこうサッカーせんしゅけんたいかい）は、1970年1月に行われた、全国高等学校サッカー選手権大会。

## 日程
- 1回戦　1月3日・4日
- 準々決勝　1月5日
- 準決勝　1月6日
- 3位決定戦・決勝　1月7日

## 使用会場
- 西宮球技場（1回戦～決勝）

## 出場校
- 推薦出場（総体優勝・国体優勝）  浦和南（埼玉県）
- 推薦出場（総体準優勝） 清水市商（静岡県）
- 推薦出場（国体準優勝）大垣工（岐阜県）
- 推薦出場（国体3位） 藤枝東（静岡県）
- 推薦出場（国体4位） 韮崎（山梨県）
- 北海道代表 美唄工（北海道）
- 東北代表 遠野（岩手県）
- 関東代表 宇都宮工（栃木県）

- 関東代表 相模工大付（神奈川県）
- 北陸代表 松本深志（長野県）
- 東海代表 熱田（愛知県）
- 関西代表 初芝（大阪府）
- 関西代表 西宮東（兵庫県）
- 中国代表 広島市商（広島県）
- 四国代表 壬生川工（愛媛県）
- 九州代表 島原工（長崎県）

## 試合

### 1回戦
- 初芝 4 - 1 相模工大付
- 宇都宮工 3 - 0 大垣工
- 広島市商 2 - 0 松本深志
- 藤枝東 6 - 0 美唄工

- 韮崎 4 - 2 壬生川工
- 清水市商 3 - 2 島原工
- 遠野 3 - 0 西宮東
- 浦和南 1 - 0 熱田

### 準々決勝
- 初芝 2 - 0 藤枝東
- 広島市商 2 - 0 宇都宮工

- 韮崎 3 - 2 清水市商
- 浦和南 3 - 1 遠野

### 準決勝
- 初芝 5 - 2 広島市商
- 浦和南 3 - 0 韮崎

### 3位決定戦
- 広島市商 1 - 0 韮崎

### 決勝
- 浦和南 1 - 0 初芝